# Louis Lobinhes
Louis Lobinhes ou Lobinhès est un homme politique français né le 4 mars 1739 à Villefranche-de-Rouergue (Aveyron) et mort le 27 janvier 1815 au même lieu.
Négociant, maire de Villefranche-de-Rouergue, il est député de l'Aveyron à la Convention et siège à droite, votant pour la détention de Louis XVI. Il passe le 24 vendémiaire an IV au Conseil des Anciens, mais est exclu comme royaliste après le coup d’État du 18 fructidor an V.

## Biographie
Fils de Jean-Jérôme Lobinhès (1705-1793), marchand drapier et bourgeois de Villefranche, et de sa femme Ursule Pruines (†1781), il nait le 4 mars 1739 et est baptisé le 7 mars. Après ses études au collège des Doctrinaires de Villefranche, où il eut pour condisciples le poète Jean-François-Antoine-Joseph Valadier (1739-1809), l’abbé Daugnac (1739-1784), futur secrétaire d’ambassade au Danemark et chargé des affaires de France au Portugal, le docteur Jean-Baptiste-Léon Dubreuil (1738-1785) et Jean-Joseph Pechméja (1741-1785) avec lequel il partagea le goût pour la poésie et les idées libérales, il s’associa au négoce de son père qu’il exerça jusqu’à son entrée en politique, en 1789. 
Membre du conseil politique de sa ville depuis peu, il fut élu, le 8 mars 1789, pour représenter la communauté de Villefranche à l’assemblée du tiers état de la sénéchaussée réunie le 16 mars pour élire ses députés aux États généraux, puis, le 5 décembre 1790, il fut nommé maire de Villefranche et présida pendant deux ans l’administration municipale. 
Élu membre de la Convention par le département de l'Aveyron, le 6 septembre 1792, il prit place à droite et vota dans le procès de Louis XVI « pour la détention et l’exil. » Réélu le 23 vendémiaire an IV (15 octobre 1795) député du même département au Conseil des Anciens, il en fut exclu comme royaliste lors du coup d'État du 18 fructidor an V (4 septembre 1797). Rentré à Villefranche, il exerça les fonctions de maire de 1800 jusqu’au 28 avril 1802. 
Louis Lobinhès, ex-législateur, décéda en sa maison rue Haute-Savignac, le 27 janvier 1815, à deux heures du matin. Il était alors prieur de la confrérie des Pénitents bleus. 
Il se maria le 16 octobre 1769, à Villefranche, en la chapelle des Pénitents noirs, avec Louise Dufau, fille de Jean-Joseph-François Dufau, seigneur de Larroque-Toirac et de Saint-Affre, et de Marianne Alary, dont il eut neuf enfants.

## Sources
- « Louis Lobinhes », dans Adolphe Robert et Gaston Cougny, Dictionnaire des parlementaires français, Edgar Bourloton, 1889-1891 [détail de l’édition]
- P. Lesueur, Louis Lobinhes (1739-1815), négociant, poète et maire de Villefranche (1739-1793) ou Du parti feuillant au parti girondin, La Revue du Rouergue, N°17 (1989), p. 97-141.
- Henri Affre, Biographie aveyronnaise, Rodez, 1881, p. 239.